# Peter Sichrovsky
Peter Sichrovsky (né le 5 septembre 1947 à Vienne) est un écrivain et homme politique autrichien.

## Biographie
Il est le fils de Harry Sichrovsky, auteur de Ferdinand Blumentritt : Une vie autrichienne pour les Philippines. Selon le quotidien français Le Figaro, il « a acquis une renommée mondiale en tant qu'écrivain anti-conformiste ».
Peter Sichrovsky rejoint l'extrême droite. En 1996, il est élu député européen sous la bannière du Parti autrichien de la liberté, dont il devient le secrétaire général. Il est alors un proche du leader populiste Jörg Haider. Il est traité de « Juif de cour » par ses détracteurs.
En 2005, Peter Sichrovsky annonce, à la surprise générale, qu'il a travaillé comme agent du Mossad, les services secrets israéliens, de 1997 jusqu'en 2002 afin d'œuvrer au rapprochement israélo-palestinien. Selon Le Figaro en 2005, « Durant toutes ces années, il a patiemment œuvré à établir des passerelles entre Israël et les États arabes, profitant de l'entregent de Jörg Haider, très en cours auprès de Saddam Hussein et Mouammar Kadhafi ».

## Œuvres
- Naître coupable, naître victime, préface de l'édition française de Gilles Perrault, 1987.